# Hospital de Sant Joan de Jerusalem
L'Hospital de Sant Joan de Jerusalem, anomenat actualment Antiga Biblioteca, és un edifici de Cervera (Segarra), situat al carrer Major, núm. 13-15, catalogat com a bé cultural d'interès local (BCIL). Construït al segle XVIII, integra al seu interior l'antiga església de Sant Joan de Jerusalem, del segle XII. Des del 1963 fins al 2012 va ser la seu del Museu del Blat i la Pagesia. Actualment allotja una sala d'exposicions, una àrea de reserva del Museu Comarcal de Cervera, i locals d'assaig de corals.

## Descripció
Edifici del 1782, fet de carreus, de quatre plantes. Presenta una façana amb trets classicistes, construïda en la línia de moltes façanes de l'època al carrer Major, que s'edificaren sota la influència de la Universitat, però amb trets diferenciadors que evidencien l'excel·lència del disseny de Jaume Padró i Cots. La façana, tota ella realitzada a base d'un aparell de carreus ben escairats, està estructurada en planta baixa, dos pisos i un espai de golfes sota teulada. La planta baixa presenta quatre obertures d'arc rebaixat, corresponent-se la de l'esquerra de tot amb l'accés a l'església de Sant Joan de Jerusalem, coneguda popularment com Sant Joan Degollat, avui sala d'exposicions. Aquest accés no es diferencia dels altres, exceptuant que la clau de l'arc presenta en relleu una creu de malta, emblema de l'orde dels hospitalers.
Les dues plantes, separades a nivell de façana per una motllura senzilla, presenten quatre balcons intercalats amb finestres. Totes les obertures presenten arc rebaixat amb la clau de l'arc remarcada. A la part posterior, la façana s'estreny, al costat hi ha la façana visible de l'església de Sant Joan, i presenta dos finestrals d'arc de mig punt a la part superior. Un pas cobert, que constitueix l'arcuació d'entrada al carreró de Sabater, dona pas al pati o jardí (antic hort) de la casa.

## Història
L'any 1785 va tenir lloc l'obertura solemne d'una escola gratuïta dedicada a l'educació de nenes, que fou anomenada Col·legi d’Educandes i que fou possible gràcies als béns que el mercader Antoni Martínez i la seva esposa llegaren per testament a l'Ajuntament per a aquest fi, tot i que sembla que en un principi la voluntat era la de fundar un convent de monges de l'ordre de la Immaculada Concepció de Maria, però això no fou factible i desembocà finalment en la creació de les primeres escoles lliures femenines, que es pot considerar un signe inequívoc de la modernització del món social cerverí.
L'any 1932, després que l'escola hagués passat una època de decadència, tancà les portes, que aviat foren novament obertes per donar accés a la novella institució: el Centre Comarcal de Cultura. A poc a poc es va anar adaptant l'edifici. S'inaugurà la Biblioteca, però després arribà la Guerra Civil i s'aturà tot. Un cop acabada la guerra, Ferran Razquin i Fabregat, erigit president del patronat, organitzà l'entrada de la Institució Cerverina a l'Institut d'Estudis Ilerdencs.
El 1963, a instàncies de l’historiador Agustí Duran i Sanpere, la Cooperativa del Camp Comarcal de Cervera (CCCC) creà el Museu del Blat i la Pagesia, al soterrani d'aquest edifici, fins que es tancà el 2012, a causa de les obres d'adequació de l'edifici per a convertir-lo en nou centre cultural per a la ciutat, reobrint-lo el 2023 a l'edifici de la Farinera del Sindicat Agrícola de Cervera.